# Daniele di Russia
Daniil Aleksandrovič (in russo Даниил Александрович?; Vladimir, novembre/dicembre 1261 – Mosca, 5 marzo 1303) è stato un nobile russo, primo principe di Mosca dal 1282 al 1303. Era l'antenato di tutti i Principi di Mosca.

## Biografia
Daniele era il figlio di Aleksandr Nevskij, e della sua prima moglie, Aleksandra Bryachislavna. Venne battezzato con il nome di Daniele in onore di San Daniele lo Stilita, il cui ricordo viene celebrato l'11 dicembre (cioè potrebbe essere nato a novembre-dicembre). Questo santo rimase per tutta la vita il santo patrono del principe: lo raffigurò sui sigilli e fece erigere un monastero in suo onore. Il padre morì quando lui aveva solo due anni.  

## Regno
Mentre Daniele era ancora bambino, il Principato di Mosca era governato da tjuni (rappresentanti), nominati dal Gran Principe di Vladimir e Tver', Jaroslav Jaroslavič, suo zio.
Durante il regno del principe Daniele, la Russia era sotto il giogo tartaro. Dopo la morte di suo zio nel 1272, il giovane Daniele ereditò il principato di Mosca, piccolo e povero rispetto ad altre tenute, dove regnarono i suoi fratelli maggiori. Il ricercatore di storia del Cremlino Aleksandr Voronov menziona la leggenda che nel primo anno del suo regno abbia costruito la Cattedrale di Cristo Salvatore nel Cremlino di Mosca.
Nel 1277 ottenne, dal Khan dell'Orda d'Oro, lo jarlyk (concessione) per salire al trono di Mosca. Da quel momento rimase sempre fedele al khan, recandosi anche presso l'Orda, per cui svolse alcuni incarichi.
Prese parte, insieme ai suoi fratelli, Dimitri Pereslavskij e Andrej Gorodetskij, alla lotta per il controllo di Vladimir e di Novgorod. Nel 1282, insieme al Principe di Tver', Svjatoslav Jaroslavič, si schierò contro Dmitrij. Dopo il 1283 si schierò nuovamente con il fratello, che riuscì infine a divenire Principe di Vladimir.
Ritornato a Mosca, il principe Daniele istituì un monastero in onore del suo patrono che, in seguito, venne ufficialmente chiamato Monastero di Danilov.
Dopo la morte di Dmitrij, nel 1294, Daniele divenne il leader dell'alleanza tra Mosca, Perejaslavl e Tver' contro l'altro fratello Andrej Gorodeckij. La partecipazione di Daniele alla lotta per il controllo di Novgorod, nel 1296 indicò che Mosca stava aumentando la sua influenza.
Nel 1300 Daniele combatté contro il principato di Rjazan' e conquistò Kolomna. Dopo la morte di Ivan Dmitrevič (Principe di Perejaslavl), nel 1302, inglobò queste terre al Principato di Mosca.
Durante il regno di Daniele, dopo il 1290, vennero eretti i monasteri di Bogojavlenskij e Danilov.

## Matrimonio
Il nome della moglie di Daniel è menzionato nel Synodikon della cattedrale di Rostov pubblicato nel 1996, dove si chiama Agrippina L'vovna, figlia di Leone I di Galizia e di Costanza d'Ungheria, figlia del re ungherese Bela IV. Pëtr Vladimirovič Dolgorukov la chiama Evdokia (Eudocia) Aleksandrovna. Ebbero dieci figli:
- Jurij Danilovič (1281 – 21 settembre 1325)
- Michele Danilovič
- Alessandro Danilovič (? – 1308)
- Boris Danilovič (? – 30 maggio 1320)
- Ivan I Danilovič (1288 – 31 marzo 1340)
- Simeone Danilovič (morto dopo il 1322)
- Vasilij Danilovič
- Afanasij Danilovič (? – 1322)
- Danilo II Danilovič
- Anna Danilovna (morta prima del 1353)

## Morte
Il 5 marzo 1303 Daniele morì a Mosca. Prima della sua morte divenne monaco e, secondo la sua volontà, fu sepolto nel cimitero del Monastero di San Daniele. Questo era un cimitero comune e venendo sepolto lì dimostrava umiltà. Fu canonizzato dalla Chiesa ortodossa russa nel 1791 ma solo per venerazione locale.
Nell'anno 1330, il monastero fu trasferito al Cremlino e il monastero fu trasformato in una parrocchia comune. Il cimitero è stato aperto al pubblico e la sua tomba è andata perduta. Il 30 agosto 1652, molte reliquie di Daniele di Mosca furono trovate e furono collocate in una tomba nel monastero di Danilov in suo onore.

## Ascendenza
|                              |                          |                              | Genitori                           |  |  | Nonni |  |  | Bisnonni                 |  |  | Trisnonni                |  |
|                              |                          |                              |                                    |  |  |       |  |  | Vsevolod III di Vladimir |  |  | Jurij Dolgorukij di Kiev |  |
|                              |                          |                              |                                    |  |  |       |  |  | Vsevolod III di Vladimir |  |  | Jurij Dolgorukij di Kiev |  |
|                              |                          | Elena                        |                                    |  |  |       |  |  | Vsevolod III di Vladimir |  |  |                          |  |
| Jaroslav II di Vladimir      |                          |                              |                                    |  |  |       |  |  | Vsevolod III di Vladimir |  |  |                          |  |
|                              |                          | Maria Švarnovna              | Švarno Zhiroslavyč                 |  |  |       |  |  |                          |  |  |                          |  |
|                              |                          | Maria Švarnovna              | Švarno Zhiroslavyč                 |  |  |       |  |  |                          |  |  |                          |  |
|                              |                          | Maria Švarnovna              | …                                  |  |  |       |  |  |                          |  |  |                          |  |
| Aleksandr Jaroslavič Nevskij |                          | Maria Švarnovna              |                                    |  |  |       |  |  |                          |  |  |                          |  |
|                              |                          | Mstislav Mstislavič l'Audace | Mstislav Rostislavič il Coraggioso |  |  |       |  |  |                          |  |  |                          |  |
|                              |                          | Mstislav Mstislavič l'Audace | Mstislav Rostislavič il Coraggioso |  |  |       |  |  |                          |  |  |                          |  |
|                              |                          | Mstislav Mstislavič l'Audace | Teodosia Glebovna                  |  |  |       |  |  |                          |  |  |                          |  |
| Teodosia Mstislavna          |                          | Mstislav Mstislavič l'Audace |                                    |  |  |       |  |  |                          |  |  |                          |  |
|                              |                          | Maria                        | Köten                              |  |  |       |  |  |                          |  |  |                          |  |
|                              |                          | Maria                        | Köten                              |  |  |       |  |  |                          |  |  |                          |  |
|                              |                          | Maria                        | …                                  |  |  |       |  |  |                          |  |  |                          |  |
| Daniil Aleksandrovič         |                          | Maria                        |                                    |  |  |       |  |  |                          |  |  |                          |  |
|                              | Vasil'ko II Brjačislavič | Brjačislav I Vasil'kovič     |                                    |  |  |       |  |  |                          |  |  |                          |  |
|                              | Vasil'ko II Brjačislavič | Brjačislav I Vasil'kovič     |                                    |  |  |       |  |  |                          |  |  |                          |  |
|                              | Vasil'ko II Brjačislavič | …                            |                                    |  |  |       |  |  |                          |  |  |                          |  |
| Brjačislav II Vasil'kovič    | Vasil'ko II Brjačislavič |                              |                                    |  |  |       |  |  |                          |  |  |                          |  |
|                              |                          | ?                            | Davide Rostislavič                 |  |  |       |  |  |                          |  |  |                          |  |
|                              |                          | ?                            | Davide Rostislavič                 |  |  |       |  |  |                          |  |  |                          |  |
|                              |                          | ?                            | …                                  |  |  |       |  |  |                          |  |  |                          |  |
| Aleksandra Brjačislavna      |                          | ?                            |                                    |  |  |       |  |  |                          |  |  |                          |  |
|                              |                          | …                            | …                                  |  |  |       |  |  |                          |  |  |                          |  |
|                              |                          | …                            | …                                  |  |  |       |  |  |                          |  |  |                          |  |
|                              |                          | …                            | …                                  |  |  |       |  |  |                          |  |  |                          |  |
| …                            |                          | …                            |                                    |  |  |       |  |  |                          |  |  |                          |  |
|                              |                          | …                            | …                                  |  |  |       |  |  |                          |  |  |                          |  |
|                              |                          | …                            | …                                  |  |  |       |  |  |                          |  |  |                          |  |
|                              |                          | …                            | …                                  |  |  |       |  |  |                          |  |  |                          |  |
|                              |                          | …                            |                                    |  |  |       |  |  |                          |  |  |                          |  |